# Meizhou Hakka
El Meizhou Hakka (en chino tradicional, 梅州客家足球俱樂部; en chino simplificado, 梅州客家足球俱乐部; pinyin, Méizhōu Kèjiā Zúqiú Jùlèbù) es un equipo de fútbol de China que juega en la Superliga de China, la primera división de fútbol en el país.

## Historia
El Meizhou Hakka Football Club fue fundado en enero de 2013 en el condado de Wuhua, provincia de Guangdong, China. Su creación fue impulsada por Cao Yang, exentrenador del Guangdong Sunray Cave, quien contó con el apoyo de la Oficina Municipal de Deportes del gobierno de Meizhou. El proyecto rápidamente captó el interés de Wei Jinping, presidente de Wei Real Estate Development Co., Ltd., quien se convirtió en el principal inversor después de que Cao Yang le presentara su visión de crear un centro futbolístico en Wuhua, tierra natal del legendario futbolista y entrenador chino Lee Wai Tong.
El equipo inicial se formó principalmente con jugadores locales de la etnia hakka, complementado con futbolistas provenientes de otros clubes de Guangdong como el Guangdong Sunray Cave, Guangzhou Evergrande, Shenzhen Ruby y Shenzhen Fengpeng. El nombre del club, "Hakka", hace referencia directa a la identidad cultural del equipo, compuesto mayoritariamente por jugadores de esta etnia.

### Primeros años y ascenso (2013-2015)
El Meizhou Hakka comenzó su trayectoria en la China League Two en 2013. En sus dos primeras temporadas, el equipo logró finalizar primero en la División Sur de la League Two, pero fue eliminado en las fases finales, quedando sin opciones de ascenso. Un hito importante ocurrió el 24 de diciembre de 2013, cuando se inauguró la base de entrenamiento del club, con una superficie de aproximadamente 38.000 metros cuadrados y una inversión en infraestructuras de unos 13 millones de yuanes.
El gran salto llegó en 2015, cuando bajo la dirección del exseleccionador nacional chino Qi Wusheng, el Meizhou Hakka derrotó al Nanjing Qianbao por un global de 6-1 en las semifinales de la League Two, asegurando su ascenso a la segunda división. Posteriormente, se coronó campeón de la China League Two tras imponerse al Dalian Transcendence en una tanda de penaltis (8-7) tras un empate 0-0. Este logro casi se ve frustrado por las limitaciones de su antiguo estadio, pero el club consiguió completar las renovaciones necesarias para competir en la League One.

### Consolidación en la League One (2016-2020)
Tras el ascenso, el club experimentó diversos cambios. Qi Wusheng no renovó su contrato y el 1 de enero de 2016 llegó el entrenador holandés Luc Nijholt, quien contó con una inversión de 80 millones de yuanes para reforzar el equipo. Sin embargo, Nijholt abandonó el cargo en julio del mismo año cuando el equipo ocupaba el duodécimo puesto.
La primera temporada en la League One (2016) tuvo como objetivo principal evitar el descenso. El equipo logró finalizar en la posición 11 con 39 puntos (11 victorias, 6 empates y 13 derrotas), asegurando la permanencia. Un momento destacado fue la victoria por 4-2 contra el Dalian Yifang en la jornada 29.
Los años siguientes en la League One continuaron siendo de consolidación para el equipo. En 2017, lograron salir de la zona de descenso con cuatro victorias consecutivas al final de la temporada, terminando en la 12.ª posición con 33 puntos. En 2018, mejoraron su rendimiento y finalizaron novenos con 40 puntos, un año en el que también llegaron varios reconocimientos individuales: Cao Yang fue galardonado como Entrenador Destacado, John Marley recibió el premio al Mejor Goleador y Zhang Hongjiang fue nombrado Mejor Novato. Al cierre de esa temporada, el club contrató al belga Rusmir Svejk como nuevo entrenador. En 2019, el equipo estrenó su nuevo hogar, el estadio Wuhua Huitang, y concluyó la campaña en décima posición con 39 puntos. Ese mismo año, el presidente Wei Jinping estableció el ambicioso objetivo de alcanzar la Superliga en tres años. Finalmente, en 2020, el club firmó su mejor temporada en la League One hasta ese momento, finalizando en una meritoria quinta posición.

### Ascenso a la Superliga y consolidación (2021-actualidad)
El año 2021 fue histórico para el Meizhou Hakka. Bajo la dirección del entrenador serbio Milan Ristić, contratado en febrero, el equipo encadenó una racha impresionante de 10 victorias consecutivas. Con un balance final de 75 puntos, el club logró el ascenso a la Superliga China, convirtiéndose en el primer equipo de una ciudad de condado en alcanzar la máxima categoría del fútbol profesional chino.
La temporada 2022 marcó el debut del Meizhou Hakka en la élite del fútbol chino. El 4 de junio, empataron 1-1 ante el Tianjin Jinmen Tiger en su primer partido, con  Rodrigo Henrique anotando el primer gol del club en la máxima categoría. El 13 de junio, consiguieron su primera victoria al vencer 2-1 al Shenzhen, y el 13 de agosto lograron su primer triunfo como visitantes tras imponerse 1-0 al Henan. El equipo cerró su primera campaña en la Superliga en una destacada novena posición con 49 puntos, cumpliendo con creces el objetivo de la permanencia.
En 2023, el equipo finalizó en la undécima posición con 34 puntos. En diciembre de ese mismo año, Milan Ristić anunció que no continuaría al frente del equipo. De cara a 2024, Pablo Villar fue nombrado nuevo entrenador en enero. Sin embargo, la temporada resultó complicada y, el 2 de noviembre, tras una derrota ante el Shandong Taishan, el Meizhou Hakka descendió a la League One al finalizar en la 15.ª posición con 27 puntos.
En enero de 2025, la Asociación China de Fútbol (CFA) confirmó oficialmente la participación del Meizhou Hakka en la League One para la temporada 2025. Milan Ristić, quien había dirigido al equipo en su histórico ascenso a la Superliga, regresó como entrenador. El club comenzó un proceso de renovación de su plantilla con numerosas incorporaciones, representando un proyecto deportivo singular en el fútbol chino por su fuerte identidad cultural hakka y por haber alcanzado la élite partiendo desde una ciudad de condado, estableciendo un precedente para el desarrollo del fútbol en áreas menos urbanizadas de China.

## Palmarés
- China League Two[2] (1): 2015